# Reprezentacja Danii w piłce wodnej kobiet
Reprezentacja Danii w piłce wodnej kobiet – zespół, biorący udział w imieniu Danii w meczach i sportowych imprezach międzynarodowych w piłce wodnej, powoływany przez selekcjonera, w którym mogą występować wyłącznie zawodnicy posiadający obywatelstwo duńskie. Za jej funkcjonowanie odpowiedzialny jest Duński Związek Pływacki (DSU), który jest członkiem Międzynarodowej Federacji Pływackiej.